# Tomás de Mattos
Pour les articles homonymes, voir Mattos.
Œuvres principales
¡Bernabé! ¡Bernabé!
Tomás de Mattos Hernández, né à Montevideo le 14 octobre 1947 et mort à Tacuarembó le 21 mars 2016, est un avocat, journaliste et écrivain uruguayen.

## Biographie
Né à Montevideo, en Uruguay. Il a déménagé à Tacuarembó et il faisait partie du « Groupe Tacuarembó », formé par des artistes dans le nord de l'Uruguay.
Son roman ¡Bernabé, Bernabé!, sur le massacre des Charruas à Salsipuedes et la mort de Bernabé Rivera qui le suivit un an plus tard, a été distingué en Uruguay par plusieurs prix et il est devenu à l'échelle de l'Uruguay un grand succès de librairie (23 000 exemplaires vendus au cours des dix premières années suivant sa première publication).
Il a également été directeur de la Bibliothèque nationale de l'Uruguay de 2005 à 2010.
Il est mort à 68 ans à la suite d'un infarctus dans une rue de sa ville.

## Œuvres
- La puerta de la misericordia (2002)
- Ni Dios permita ; Cielo de Bagdad (2001)
- A la sombra del paraíso (1998)
- A palabra limpia : premios y menciones, primer Concurso de Cuentos para Jóvenes (1997)
- Historia estampada (1997)
- La fragata de las máscaras (1996)
- ¡Bernabé, Bernabé! (1988)
- La gran sequía (1984)
- Trampas de barro (1983)
- Libros y perros (1975)